# American Music Awards de 2003 (janeiro)
O 30º American Music Awards foi realizado em 13 de janeiro de 2003, no Shrine Auditorium, em Los Angeles, nos Estados Unidos. A cerimônia foi apresentada pelo cantor estadunidense Ozzy Osbourne e sua família, Sharon Osbourne, Jack Osbourne e Kelly Osbourne. A premiação reconheceu os álbuns e artistas mais populares do ano de 2002.

## Performances
| Artista                                   | Canção                         | Apresentado por               |
| ----------------------------------------- | ------------------------------ | ----------------------------- |
| Tim McGraw Elton John                     | "Tiny Dancer"                  | —                             |
| Matchbox Twenty                           | "Disease"                      | —                             |
| Christina Aguilera Linda Perry (no piano) | "Impossible" "Beautiful"       | David Spade                   |
| B2K                                       | "Bump, Bump, Bump"             | Duane Martin                  |
| Shania Twain                              | "I'm Gonna Getcha Good!" "Up!" | Britney Spears                |
| Nickelback                                | —                              | Shaggy                        |
| Mariah Carey                              | "Through the Rain"             | Sharon Osbourne               |
| Ja Rule Bobbie Brown                      | "Thug Lovin'"                  | Damon Wayans                  |
| Kenny Chesney                             | —                              | Melissa Joan Hart             |
| Kelly Osbourne                            | "Shut Up"                      | —                             |
| Missy Elliott                             | "Work It"                      | Tisha Campbell-Martin Big Boy |
| Toby Keith Willie Nelson                  | "Beer For My Horses"           | Sheryl Crow                   |

## Vencedores e indicados
| Artista do Ano (Prêmio Fãs da Internet) (apresentado por Kathy Griffin e Ryan Seacrest) | Artista Revelação de Pop/Rock (apresentado por Saliva)                                                                  |
| --------------------------------------------------------------------------------------- | --- |
| - Nelly - Ashanti - Creed - Eminem - Enrique Iglesias                                   | - Ashanti - Kelly Clarkson - Puddle of Mudd                                                                             |
| Cantor de Pop/Rock (apresentado por Mekhi Phifer e Trista Rehn)                         | Cantora de Pop/Rock (apresentado por Lenny Kravitz)                                                                     |
| - Eminem - Enrique Iglesias - Nelly                                                     | - Sheryl Crow - Celine Dion - P!nk                                                                                      |
| Banda/Dupla/Grupo Pop/Rock (apresentado por Justin Timberlake e Sharon Osbourne)        | Álbum de Pop/Rock (apresentado por Daryl Hall, John Oates e Heidi Klum)                                                 |
| - Creed - Linkin Park - Nickelback                                                      | - The Eminem Show - Eminem - Ashanti - Ashanti - Nellyville - Nelly - Missundaztood - P!nk                              |
| Cantor de Country (apresentado por Jo Dee Messina e Martina McBride)                    | Cantora de Country (apresentado por Beyoncé e Solange)                                                                  |
| - Tim McGraw - Alan Jackson - Toby Keith                                                | - Martina McBride - Jo Dee Messina - Lee Ann Womack                                                                     |
| Banda/Dupla/Grupo de Country (apresentado por George Lopez e Jenny Garth)               | Álbum de Country (apresentado por Lonestar)                                                                             |
| - Dixie Chicks - Brooks & Dunn - Lonestar                                               | - Home - Dixie Chicks - No Shoes, No Shirt, No Problems - Kenny Chesney - Drive - Alan Jackson - Unleashed - Toby Keith |
| Artista Revelação de Country (apresentado por 3 Doors Down)                             | Artista Revelação de Hip-Hop/R&B (apresentado por John Rzeznik e Paula Abdul)                                           |
| - Carolyn Dawn Johnson - Kellie Coffey - Tommy Shane Steiner                            | - Ashanti - B2K - Nappy Roots                                                                                           |
| Cantor de Hip-Hop/R&B (apresentado por Busta Rhymes)                                    | Cantora de Hip-Hop/R&B (apresentado por Dru Hill)                                                                       |
| - Eminem - Ja Rule - Nelly                                                              | - Mary J. Blige - Ashanti - Jennifer Lopez                                                                              |
| Banda/Dupla/Grupo de Hip-Hop/R&B (apresentado por Carmen Electra)                       | Álbum de Hip-Hop/R&B (apresentado por LeAnn Rimes, Tyrese e JC Chasez)                                                  |
| - Outkast - B2K - Nappy Roots                                                           | - The Eminem Show - Eminem - Ashanti - Ashanti - Word of Mouf - Ludacris - Nellyville - Nelly                           |
| Artista Adulto Contemporâneo                                                            | Artista de Musica Alternativa                                                                                           |
| - Celine Dion - Vanessa Carlton - Five for Fighting                                     | - Creed - Linkin Park - System of a Down                                                                                |
| Artista de Musica Latina                                                                | Artista Inspirador Contemporâneo (apresentado por Pat Boone, Kellie Coffey e Carolyn Dawn Johnson)                      |
| - Enrique Iglesias - Marc Anthony - Shakira                                             | - Avalon - Jars of Clay - P.O.D.                                                                                        |
| Melhor Trilha Sonora (apresentado por Josh Groban e Vanessa Carlton)                    | 2º Coca-Cola New Music Award (apresentado por Mýa e Common)                                                             |
| - Homem-Aranha - Lilo & Stitch - The Scorpion King                                      | - Moe Loughran - Honeycomb - Terell                                                                                     |
| Prêmio de Mérito (apresentado por Reba McEntire)                                        | |
| Alabama                                                                                 | |